# Kawodrza Górna
Kawodrza Górna – osiedle Częstochowy leżące na terenie dzielnicy Stradom. W przeciwieństwie od Kawodrzy Dolnej położona jest na południe od Stradomki. W 1977 roku razem z Kawodrzą Dolną i Gnaszynem została włączona do Częstochowy.